# 인평중학교
인평중학교(仁坪中學校)는 대한민국 경상북도 칠곡군 북삼읍 인평리에 있는 공립 중학교이다.

## 학교 연혁
- 2009년 1월 12일 : 설립인가(18학급)
- 2009년 2월 25일 : 시설공사 준공
- 2009년 3월 1일 : 초대 손경춘 교장 취임
- 2009년 3월 3일 : 제1회 입학식(신입생 165명)
- 2009년 4월 3일 : 친환경 건축물인증(한국교육환경연구원)
- 2012년 3월 2일 : 학생 언어문화개선 선도학교 지정
- 2022년 9월 1일 : 제6대 박기욱 교장 취임
- 2024년 1월 5일 : 제13회 졸업(졸업생 127명, 누계 1,832명)
- 2024년 3월 4일 : 제16회 입학(신입생 118명)

## 참고 자료
- 인평중학교 - 한국교육학술정보원 학교알리미